# STAR RECORDS
STAR RECORDS（スターレコード）は、ワタナベエンターテインメントとタワーレコードによる日本のレコードレーベル。ワタナベエンターテインメント所属のMAG!C☆PRINCE・九星隊・Hi☆Fiveの関連楽曲を制作・販売を行う。

## 沿革
- 2019年12月20日 - MAG!C☆PRINCEのメンバーであった西岡健吾の卒業公演にて新レーベルの報告。[1] [2]
- 2020年1月 - ワタナベエンターテインメントとタワーレコードの合弁でSTAR RECORDSを設立。[1] [2]

## レーベル
- STAR RECORDS(規格品番：STAR-○○○○)
メインレーベル。

## 所属アーティスト
- MAG!C☆PRINCE
- Hi☆Five

## 以前所属していたアーティスト
- 九星隊（2021年5月解散）